# Kleine fopzwam
De kleine fopzwam (Laccaria pumila) is een schimmel uit de familie Hydnangiaceae. De soort werd voor het eerst wetenschappelijk beschreven door Victor Fayod (1860-1900) en in 1893 geldig gepubliceerd. Om de soort betrouwbaar te determineren is microscoopcontrole nodig.

## Kenmerken
Hoed
De hoed is heeft een diameter van 3 tot 30 mm. De vorm is bij jonge exemplaren convex, later wordt deze platconvex en ten slotte een beetje trechtervormig. De rand is sterk gestreept tot het midden van de hoedradius. Glad of fijn geschubd oppervlak, oranjebruin.
Steel
De steel is cilindrisch en heeft een hoogte van 4 tot 60 mm en een dikte van 5 mm. Het oppervlak van dezelfde kleur als de hoed. 
Sporen
De sporenkleur is wit. De sporen zijn ellipsvormig tot bijna bolvormig en meten 11–17 × 10–15 µm. Ze zijn bedekt met 0,5–1,5 µm hoge stekels.

## Verspreiding
De soort komt in Nederland zeldzaam voor. Hij staat op de rode lijst in de categorie 'gevoelig'.